# Sector circular

Sector circular de ángulo θ.

Se denomina sector circular a la porción del círculo determinada por un ángulo central formado por dos radios; Quedando así delimitada por un arco y dos radios.

## Área del sector circular
El área de un sector circular depende las  dos líneas rectas al ángulo central, y está dada por las siguientes fórmulas equivalentes:
{\displaystyle A={\frac {r\cdot L}{2}}={\frac {r^{2}\theta }{2}}=\pi r^{2}{\frac {\alpha }{360^{\circ }}}}
Donde
- {\displaystyle r} es el radio.
- {\displaystyle L} es la longitud del arco ({\displaystyle 0<L<2\pi r}).
- {\displaystyle \theta \,} es el ángulo central en radianes({\displaystyle L=\theta r} y {\displaystyle 0<\theta <2\pi }).
- {\displaystyle \alpha \,} corresponde al ángulo {\displaystyle \theta \,} en grados sexagesimales({\displaystyle 0<\alpha <360^{\circ }}).

| Demostración |
| Véase que el área del sector circular es una fracción del área total de un círculo {\displaystyle A_{T}=\pi \cdot r^{2}} expresada en función de la longitud total del arco {\displaystyle 2\pi r}, es decir: {\displaystyle A_{T}={\frac {r}{2}}(2\pi r)} expresado como {\displaystyle A={\frac {r}{2}}(2\pi r{\frac {\alpha }{360^{\circ }}})} interpretado como {\displaystyle A=A_{T}{\frac {\alpha }{360^{\circ }}}} las fracciones de equivalencia son: {\displaystyle 0\leq {\frac {\alpha }{360^{\circ }}}={\frac {\theta }{2\pi }}={\frac {L}{2\pi r}}\leq 1} |

## Longitud del arco
{\displaystyle L={2\pi r\cdot \alpha  \over 360^{\circ }}=r\theta }